# Алгебра и анализ
«А́лгебра и ана́лиз» — математичний журнал інституту Стеклова Російської академії наук. Заснований в 1989 році. Виходять 6 номерів на рік.
Першим головним редактором був член-кореспондент АН СРСР Дмитро Фадеєв.
З відставанням в рік, журнал повністю перекладається англійською мовою і видається під назвою «St. Petersburg Mathematical Journal», в минулому «Leningrad Mathematical Journal».
Головний редактор — академік РАН Сергій Кисляков.